# Grand Prix Legends
 (avril 2017).
Si vous disposez d'ouvrages ou d'articles de référence ou si vous connaissez des sites web de qualité traitant du thème abordé ici, merci de compléter l'article en donnant les références utiles à sa vérifiabilité et en les liant à la section « Notes et références ».
Grand Prix Legends est un jeu vidéo de course développé par Papyrus Design Group et édité par Sierra Entertainment. Sorti en 1998, le jeu met en scène la saison 1967 de Formule 1. Il est considéré à sa sortie comme un des jeux de course les plus réalistes , et reste à l'heure actuelle considéré comme un titre important dans l'évolution des simulateurs de pilotage sur PC .

## Contexte du jeu: la Formule 1 en 1967
La saison 1967 est connue comme un tournant dans le monde de la Formule 1, raison probable pour laquelle elle fut choisie par les développeurs de GPL. Les voitures deviennent plus puissantes grâce au changement de règlement de 1966 mais ne possèdent pas encore d'ailerons aérodynamiques. Elles utilisent encore exclusivement des pneus sculptés qui les rendent délicates à piloter. C'est aussi la dernière saison durant laquelle le traditionnel code des couleurs nationales adopté pour les courses automobiles est utilisé avant d'être remplacé, en 1968, par des livrées commerciales de sponsors.
Les risques courus dans les sports mécaniques du début des années 1960 étaient connus. L'avis général était que le danger était une part inhérente de la compétition automobile et qu'il était nécessaire de l'accepter si l'on souhaitait participer. Au cours des années 1960, le sport devint plus professionnel et les attitudes commencèrent à changer. La terrible expérience de Jackie Stewart durant laquelle il fut recouvert de carburant alors qu'il était coincé dans sa BRM devenue épave sur le circuit de Spa-Francorchamps en 1966 le conduisit au côté du directeur de l'équipe BRM, Louis Stanley, à devenir le porte parole de la sécurité dans les sports mécaniques. L'impressionnant accident de Lorenzo Bandini au cours duquel sa voiture prit feu dans la chicane lors du Grand Prix automobile de Monaco en 1967 et, en particulier, la mort du très talentueux Jim Clark à Hockenheim durant une course de Formule 2 en 1968, conduisit la Formule 1 dans son ensemble à prendre plus sérieusement en compte la sécurité. Ceci eut pour conséquence l'annulation de la course de Spa-Francorchamps en 1969 et de celle du Nürburgring en 1970 en raison du boycott des pilotes, ces circuits n'ayant pas réalisé les travaux de sécurité demandés.

## 1998, simulation des bolides de 1967
Le jeu développé sous la direction de David Kaemmer et Randy Cassidy a été publié en 1998 par la division Papyrus Design Group de Sierra Entertainment. À ce jour, il est encore connu comme une simulation de course automobile d'un très grand réalisme. Ses points forts sont le comportement physique des voitures (leurs réponses et les sensations sur le circuit), des graphismes assez attractifs pour l'époque, des effets sonores de moteur impressionnants, des courses en réseau et un support Internet solide de par sa communauté d'utilisateurs. Ses points faibles sont la difficulté du jeu elle-même, c'est-à-dire la difficulté à conduire correctement les voitures (bien que beaucoup de fans considèrent qu'il s'agit d'une vertu puisque les monoplaces de cette époque étaient plus difficiles à conduire que les véhicules actuels qui ont de forts appuis aérodynamiques), quelques défauts physiques mineurs, comme la modélisation aérodynamique primitive (les traînées, etc) et une modélisation des pneus simplifiée qui omet entièrement l'usure de ces derniers, même si, en 1967, les pneus de course des monoplaces ne s'usaient pas complètement en une seule course et pouvait être utilisés régulièrement pour plus d'un événement.

## Voitures
Les voitures disponibles sont la Lotus 49, la Ferrari 312, l'Eagle-Weslake T1G, la Brabham BT24 et la BRM P115 équipée du moteur H16 (qui, bien que puissante, ne connut pas un grand succès ; en effet, Jackie Stewart lui reprocha d'avoir été la pire voiture qu'il lui eut été donné de conduire pendant sa carrière). Deux voitures fantaisistes peuvent aussi être choisies, la Murasama et la Coventry — versions légèrement déguisées de la Honda RA300 et de la Cooper T81B car les termes des licences de ces marques s'opposent à leur intégration dans le jeu. Il existe des patches tiers permettant de rajouter les noms des Honda et Cooper dans le jeu. Quelques-unes des voitures disponibles dans le jeu apparurent dans la réalité tard dans la saison, particulièrement la Lotus 49 qui n'avait pas participé aux Grands Prix de Kyalami et Monaco.
Pour toutes les voitures, des mises à jour significatives des graphismes sont disponibles, les principales étant celles de la GPLEA (GPL Editors Association), qui rendit l'aspect des voitures encore plus réaliste et détaillé. La plupart de ces mises à jour sont incluses dans GPL 2004 Demo mais depuis aucune nouvelle mise à jour n'a été réalisée.

## Pilotes
Le joueur concourt contre des pilotes de l'année 1967 dont Jack Brabham, Denny Hulme, Jim Clark, Dan Gurney, John Surtees, Pedro Rodríguez, et Lorenzo Bandini. Jackie Stewart n'est pas inclus en raison de problèmes de licence.
Contrairement à la véritable saison 1967, la livrée des écuries reste identique tout au long de l'année. La liste des pilotes n'est pas entièrement exacte : quelques pilotes disponibles dans le jeu sont apparus peu de fois en réalité ; le français Jean-Pierre Beltoise se retrouve au volant d'une BRM bien qu'il ait conduit une Formule 2 Matra Sports à trois occasions en 1967 et ne se soit pas retrouvé dans un cockpit de BRM avant 1972 ; la présence du belge Jacky Ickx qui n'avait qu'un rôle mineur en 1967 (conduisant seulement au Nürburgring — également dans une F2 — et à Monza) est similaire. Des patches sont disponibles pour changer la liste des pilotes.

## Circuits
Onze circuits utilisés en 1967 sont inclus dans le jeu, notamment Monza, Mosport, Monaco et le Nürburgring.
Toutes les courses du jeu, à l'exception d'une seule, se font sur les circuits utilisés lors de la saison 1967. Le Grand Prix français se déroule à Rouen-les-Essarts dans GPL alors que le Grand Prix de l'époque fut couru au circuit Bugatti du Mans. Cette entorse à la réalité ne rencontra que peu d'opposition de la part des joueurs : le circuit Bugatti et les paysages environnants sont généralement considérés comme peu intéressants comparés au site de Rouen, où se déroula le Grand Prix de France 1968, possédant de très beaux alentours et plus palpitant pour les pilotes. En effet, le circuit Bugatti était assez impopulaire auprès des coureurs de cette époque, Denny Hulme décrivant le tracé comme «un circuit pour Mickey Mouse ». Pour ces raisons, les développeurs décidèrent d'inclure le circuit de Rouen, qui selon eux est plus conforme à l'esprit du temps. Toutefois, une version du circuit Bugatti fut finalement réalisée par la communauté des joueurs.

## Jouabilité
David Kaemmer dit que « conduire une voiture 1967 GP est plus difficile que de conduire n'importe quoi d'autre et cette simulation est plus difficile que de conduire une véritable voiture… Beaucoup de gens pensent que c'est comme conduire sur de la glace. »
Une grande partie de la difficulté dans la conduite des voitures de GPL est due au réalisme des réactions physiques, qui est limité aux conditions sèches. Les courses en conditions humides ne font cependant pas défaut, tant les voitures ont une tendance à la glissade. Les monoplaces de 1967 étaient d'une grande puissance (au-dessus de 350 cv), d'une masse réduite (de 500 à 800 kg) et montées sur des pneus non-radiaux durs et fins, sans appui aérodynamique d'aucune sorte. Tous ces facteurs ont contribué à considérer cette saison de F1 comme une des plus dangereuses connues à ce jour. Les pilotes virtuels peuvent toujours se tirer d'affaire en déclenchant la fonction reset (Shift+R).

## Réputation
Grand Prix Legends fut considéré dès son lancement comme la simulation automobile sur PC la plus réaliste et par conséquent la plus difficile , réputation exacerbée par un nombre de décisions prises à la fois pour la démo et pour la version 1.0.
La version démo permettait aux joueurs de piloter une Brabham sur le circuit de Watkins Glen. Mais la voiture était réglée avec carrossage positif d'un degré (réduisant l'adhérence) alors que les voitures de l'époque roulaient avec un carrossage légèrement négatif. Le carrossage négatif (incliner la roue de telle sorte que le bas du pneumatique soit plus éloigné que le haut de la voiture) est utilisé sur les voitures de courses pour augmenter la surface de contact des pneumatiques situés à l'extérieur de la trajectoire avec la piste pendant les virages (dans un virage, la roue extérieure aura tendance à seredresser, et la roue prend alors une position verticale, qui maximise la surface de contact et donc la tenu de route). Le carrossage positif est plus rarement utilisé, sauf dans le cas des courses sur ovales où il est couramment employé pour les pneumatiques à l'intérieur des virages (là encore, cela permet de redresser la roue pendant le virage). Pour une voiture utilisée sur un circuit routier comportant des virages à gauche et à droite d'égale importance, le carrossage positif aura tendance à réduire progressivement l'adhérence au fur et à mesure que les forces latérales agissant sur la voiture augmentent, et donc diminue plus vite qu'attendu l'adhérence déjà réduite de ces voitures, et complique donc encore un peu plus le pilotage.
Lorsque la version 1.0 du jeu fut lancée, les joueurs pouvaient choisir de conduire des voitures pour « jeune pilote », pour « pilote expérimenté » ou des F1 à part entière. Les options voitures pour jeune pilote et pour pilote expérimenté se rapprochaient respectivement des voitures de Formule 3 et Formule 2 (puissance réduite et, dans le cas du mode « jeune Pilote », moins de rapports de vitesse). Ces modes permettaient une conduite plus facile mais ne pouvaient être utilisés que pour les sessions d'entraînement. Il n'était possible de concourir dans les courses incluant d'autres participants gérés par ordinateur qu'avec des F1 (la première expérience d'un joueur en compétition se faisait à bord d'une monoplace de F1 à la vitesse d'une F1 avec des concurrents digne de la F1).
Une difficulté supplémentaire était infligée aux joueurs possédant des PC avec une configuration minimale. La version 1.0 de Grand Prix Legends permettait aux joueurs de réduire le nombre de concurrents gérés par ordinateur si leur PC n'était pas capable de prendre en compte une grille complète de voitures à un taux de rafraîchissement raisonnable. Mais réduire la grille revenait à retirer des voitures du fond de la grille, les moins rapides, ne laissant que les pilotes les plus rapides en course.
L'aspect le plus dommageable pour la réputation du jeu fut la hauteur de caisse des voitures. La distance des voitures de Grand Prix de 1967 par rapport au sol allait typiquement de 13 cm à 15 cm alors que plus tard, pour exploiter l'effet de sol, les voitures furent dessinées de telle sorte que le châssis soit aussi proche du sol que possible. Dans la version 1.0 de Grand Prix Legends, les voitures peuvent être réglées pour être à environ 2,5 cm au-dessus du sol. Plus la hauteur de caisse est basse, plus le centre de gravité des voitures est bas, ce qui facilite la prise des virages en réduisant le roulis du châssis. Ceci a aussi comme effet de réduire le débattement des suspensions.
Lorsque les suspensions d'une voiture sont complètement comprimées, elles touchent la butée (silent-bloc), de petits morceaux de caoutchouc qui bloquent les bras de suspension à l'extrémité de leur mouvement. Ceci est souvent appelé bottoming out. Une fois que la suspension d'une voiture atteint les butées, tout se passe comme si le taux de compression de ses ressorts venait d'augmenter très rapidement, parce que les butées prennent alors le rôle des ressorts. L'augmentation de cette compression au niveau de l'une des roues entraîne un transfert de masse soudain sur cette roue ce qui provoque le sous-virage de la voiture si cette roue se situe à l'avant ou le survirage si cette roue est à l'arrière. L'apparition soudaine de sous-virage ou survirage peut entraîner une perte de contrôle si le conducteur ne réagit pas assez rapidement.
Les options par défaut de Grand Prix Legends regroupent une hauteur de caisse inhabituellement basse et une suspension courte entraînant donnant aux voitures des suspensions qui atteignent la butée fréquemment et des oscillations brutales entre les taux de compression des ressorts et des butées. Cette configuration entraîne un comportement erratique des voitures sur les bordures, les bosses ou toute autre aspérité importante lors d'accélération ou de freinage, ce qui ne permet qu'aux seuls des pilotes de haut-vol d'exploiter entièrement cette configuration type kart.
Le problème était encore compliqué par le manque de retour du bruit lorsque les voitures atteignaient la butée, ce qui a laissé beaucoup de pilotes perplexes vis-à-vis de ce comportement erratique.
Papyrus savait que les débutants auraient des difficultés avant même la sortie du jeu. Sur la toute première page du manuel, un avertissement mentionnait « La première fois que vous concourrez sur un circuit, vous FEREZ un tête à queue et vous CRASHEREZ. C'est parce que, lors d'un premier tour sur Grand Prix Legends, TOUT LE MONDE fait un tête à queue et se crashe. » Des rumeurs enthousiastes autour du jeu affirmaient que, lorsque Jackie Stewart eut l'occasion de tester la simulation dans les dernières étapes de développement, il déclara que piloter le simulateur était en fait plus difficile que de piloter les nouvelles monoplaces de 1967.
Papyrus reconnut le problème de hauteur de caisse et le premier patch (version 1.1) corrigea la configuration pour régler la hauteur de caisse à au moins 6,4 cm. Cependant, à la fois la configuration par défaut et les configurations tierces étaient encore basées sur le modèle des voitures modernes ayant un fort appui aérodynamique, étant aussi basses que possible, ayant des suspensions extrêmement dures afin de prévenir les effets de roulis apparaissant avec la vitesse (à cause de l'augmentation de l'appui aérodynamique qui n'était pas présent à l'époque des F1 de 1967).
L'augmentation de la hauteur de caisse transforma le comportement des voitures et démontra la sophistication de Grand Prix Legends, mais la réputation d'une « conduite extrêmement difficile » et du « manque d'adhérence » était déjà bien établie. Cependant, pour ceux qui étaient prêts à essayer des configurations plus réalistes, il était devenu évident que, si les niveaux d'adhérence étaient encore réalistement faibles, les voitures étaient dès lors beaucoup plus pilotables.

## Configuration requise
Lors de son lancement, GPL nécessitait ce qu'il se faisait de mieux à l'époque. Bien qu'un moteur de rendu ait été disponible, si on souhaitait avoir une fluidité de jeu une carte 3D était indispensable, et GPL n'en supportait que deux types : les 3dfx et les Rendition Vérité (en). Le processeur minimum requis était un Pentium (en) 90 avec accélération matérielle ou un Pentium 166 mais en réalité il était très difficile d'obtenir un taux de rafraîchissement satisfaisant avec l'un ou l'autre.
À la fin de 2010, GPL pouvait fonctionner sans problèmes à 36 frame/s (son taux de rafraichissement optimal) sur des configurations répandues, comme un Pentium 4 Dual core. L'architecture du jeu donne la priorité aux calculs CPU plutôt qu'aux calculs GPU. Les joueurs actuels l'installent sur Windows XP 32/64 bits, Windows Vista 32/64 bits et Windows 7 32/64 bits. La taille des textures utilisées sur les voitures a été largement augmentée dans des voitures modélisé par des tiers; des textures de taille 1024x1024 sont maintenant présentes sur certaines voitures.
Un exemple de la grande longévité de la communauté Grand Prix Legends est qu'un nouveau patch gratuit permettant d'augmenter le nombre d'images par seconde de 36 à 60. Les joueurs peuvent à volonté choisir entre le mode 36 images/s d'origine et le mode 60 images/s, ce qui a été apprécié principalement par les joueurs off line désirant obtenir une intégration parfaite avec les moniteurs TFT/LCD fonctionnant à un taux natif de 60 Hz.

## Succès commercial
Bien qu'acclamé par la presse en 1998 comme la simulation automobile la plus réaliste jamais conçue (GameSpot s'interrogera sur la jouabilité du jeu : à quel point est-ce assez réaliste ? Où, dans le cas de Grand Prix Legends, à quel point est-ce trop réaliste ?), GPL ne s'est pas très bien vendu, notamment aux États-Unis où les jeux de Formule 1 attirent moins qu'ailleurs[réf. nécessaire]. Outre la difficulté de pilotage, l'équipement informatique nécessaire rendait ce jeu difficilement utilisable sur les machines lors de sa sortie. GPL manquait aussi d'un support intégré pour les cartes d'accélération 3D autres que celles produites par 3dfx et Rendition ce qui contribua à la baisse des ventes lorsque ces cartes sont devenues obsolètes, puisqu'à ce moment-là il n'y avait pas de prise en charge du Direct3D.
En 2004, le total des ventes s'élevait à 200 000 exemplaires. Beaucoup de ces ventes se sont réalisées assez tardivement dans la vie du jeu, lorsque la puissance des processeurs augmenta, permettant de jouer de façon plus fluide, et après que Papyrus eût réalisé des patches permettant à GPL de fonctionner avec des cartes graphiques plus récentes. La prise en charge du retour de force aida aussi. La politique de baisse des prix de vente, l'ajout du CD de démo incluant le Nürburgring dans le magazine officiel de ce même circuit lors de la saison 1999 ainsi que des distributions gratuites en Allemagne dans un numéro de 2001 du magazine « PC Action » contribuèrent au recrutement de nouveaux joueurs.

## Patches
La version GPL achetée neuve ne possédait pas toutes les caractéristiques attendues d'une simulation automobile et beaucoup de joueurs y ajoutèrent des patches : la version officielle du patch 1.2 offrait le retour de force, un second patch prenait en charge le Direct 3D et/ou l'OpenGL et un troisième patch permettait d'éviter les problèmes des versions antérieures qui ne supportaient pas les processeurs cadencés à plus de 1,4 GHz. La plus récente version du patch, appelée patch « V2 tout-en-un », proposée par SimRacing Mirror Zone exploitait au mieux la simulation mais la nouvelle version Grand Prix Legends Preservation Society apporta de son côté un nouvel installateur qui permettait d'obtenir la mise à jour de tous les circuits et voitures avec les dernières spécifications du jeu ainsi que des aides pour les programmes personnalisés (mods).
Depuis une nouvelle démo a succédé à la démo de Grand Prix Legends 2004 et possède à la fois l'ensemble des patches mais aussi les mises à jour des circuits et des voitures (datant de 2004) qui sont inclus dans le jeu original. Quelques années plus tard, il était possible d'avoir des GPL régulièrement patchés non seulement sur Windows mais aussi sur d'autres systèmes d'exploitation comme Linux ou Mac OS X grâce à l'amélioration des programmes d'émulation API tels que respectivement Wine et Cider. Cependant, quelques modifications de configuration doivent être faites pour faire tourner le jeu en dépit de la qualité de sa programmation.

## Communauté
La colonne vertébrale de ce jeu est sa grande communauté. Des mises à jour et des extensions sont disponibles pour tous les circuits, toutes les voitures, tous les menus, les AI et les pilotes. Plus de 500 circuits ont été réalisés par des fans (listés sur la Alternative GPL Track Database. Des courses en lignes sont organisées via la Virtual Racers' Online Connection.
Un nouvel outil, nommé iGOR, permettant de faire aussi des courses en ligne, est maintenant disponible sur GEM+ 2 et est nécessaire pour l'utilisation de tous les nouveaux mods. D'autres programmes sont disponibles dont certains effectuant la télémétrie pour faire des analyses ou d'autres mesures personnalisées. Ces programmes sont souvent utilisés pour vérifier les temps de course afin de les inscrire dans le système de classement en ligne nommé GPLRank.
Des actions témoignant de la force de cette communauté ont été menées. Parmi celles-ci, on note une importante mise à jour graphique du circuit de Monaco à l'aide de photographies de Grands Prix de l'époque, rassemblées à partir de collections privées de membres de la communauté. Ainsi bâtiments, panneaux publicitaires, ponts et tunnel ont pu trouver une véracité historique. Le projet porta le nom de Monaco Rocks (Rocher de Monaco) et dura plusieurs années au long desquelles le circuit fut constamment mis à jour.
Une autre exemple fut le circuit de Montjuïc où de nombreuses photographies et vidéos ont été utilisées pour créer le circuit le plus historiquement correct. Avec l'aide de quelques personnes de la communauté GPL qui apparemment étaient en relation avec les sociétés de radiodiffusion espagnoles, le circuit (issu du mod 69) servit de point de référence pour la description du circuit espagnol de l'époque lors du Grand Prix espagnol de 2007, Sir Jackie Stewart faisant un commentaire embarqué durant un tour complet.
En 2012, des vidéos du futur Spa Francorchamps montrent la qualité du rendu possible dont GPL est capable quand le joueur le fait tourner sur un ordinateur récent. Cette version de Spa 1967 corrige les erreurs de tracé de la version d'origine de 1998. S'y ajoutent les décors tels qu'ils étaient pour le GP de Belgique. Tout sera reproduit. Ce projet est prévu pour fin 2012.
Les concepteurs de circuits de GPL étaient conscients que le jeu original ne pouvait posséder une piste dont la longueur excédait 25 kilomètres. Les concepteurs de mods se sont attaqués à cette limite et des patches ont été conçus afin de résoudre ce problème. En 2009, 11 ans après la sortie du GPL initial, le problème de limitation étant résolu, la communauté acheva le plus ambitieux projet qu'elle connut jusqu'à maintenant avec la réalisation complète des 72 km du circuit de la Targa Florio.

## Mods

### 1965 F1 Mod
Au printemps 2004 sort le premier mod fait par la communauté pour GPL qui en était maintenant à sa version 2. Le jeu étant un programme propriétaire et comme il n'y avait pas d'outil officiel ou de SDKs fourni par Papyrus, il fallut tout concevoir, ce qui prit quatre ans. Ce premier mod se consacre au Championnat du monde de Formule 1 1965, le dernier où les monoplaces utilisaient des moteurs de 1 500 cm3. Ce mod contient toutes les voitures, tous les pilotes et les caractéristiques physiques des moteurs qui sont considérés au moins aussi réalistes que les originaux[réf. nécessaire]. Du fait de la petite taille des moteurs, les voitures de ce mod sont considérées comme plus facile à piloter que les voitures de 3 000 cm3 de 1967, particulièrement pour les pilotes débutants.
En 2004, le mod 65 remporta le prix du 'Meilleur Mod' au Blackhole Motorsports , un site internet international regroupant les inconditionnels des simulations automobiles. Ce mod a par ailleurs bénéficié d'un nouveau patch.

### Mod ThunderCars
D'autres mods ont été réalisés, dont le développement a été plus aisé puisque requérant moins de travail que le précédent. En mars 2005, le mod ThunderCars est proposé, simulant des courses Spec series fictives. Les voitures sont largement basées sur les IndyCar Series du début des années 1970, équipé d'un moteur big block V8 de 7 litres et 625 ch et équipées de pneus slicks. Ces voitures sont rapides (au-delà de 380 km/h sur certains circuits) mais la quantité de carburant embarquée rendent les voitures moins agiles que les F1 et augmente les distances de freinage. Le 23 juin 2006 est sorti ThunderCars Part2 qui permet un ajustement des ailerons similaire à celui du mod 1969.

### Mod Night
Cet autre mod de fiction a été distribué le 2 avril 2006. Il comprend les voitures originales et celles du mod 65 qui peuvent désormais allumer leurs phares pour conduire sur les circuits de nuit.

### Mod F1 1969
Un autre mod fut basé sur le Championnat du monde de Formule 1 1969. Ce mod 1969 a permis l'ajout d'appuis aérodynamiques, option non-incluse dans la modélisation originale. Lors de la sortie de ce mod, les ailerons étaient ajustables uniquement par la modification de fichiers en dehors du jeu grâce à l'outil GEM+ utilisé aussi pour reconfigurer GPL dans de nombreux mods. Cette option d'ajustement apparut à l'intérieur du jeu lors de la sortie de la Part2.
Trois configurations de voiture étaient disponibles : une première pré-Monaco avec les ailerons hauts (sorti le 13 décembre 2005), une configuration post-Monaco avec une configuration des ailerons bas (sorti le 5 mai 2006) et une sans ailerons utilisée à Monaco à la suite de l'interdiction temporaire des ailerons après des accidents graves survenus au Parc Montjuïc.
La version 2 inclut l'ajustement des appuis aérodynamiques, une modélisation revue des appuis qui résout un problème de l'incidence des flaps avant et d'autres améliorations. La version finale, publiée le 8 avril 2007, inclut les voitures sans ailerons, les effets d'aspiration réalistes et des améliorations « mod specifique », à savoir principalement des options distinctes des options du jeu et des autres mods et des graphismes nouveaux pour chaque circuit.

### Mod F1 1966
Ce mod, officiellement annoncé le 8 août 2006 et distribué à partir du 26 décembre 2007 (un nouveau patch ayant été réalisé depuis), simule le Championnat du monde de Formule 1 1966, les voitures étant basées sur la grille de fin de saison afin de regrouper le plus de voitures ayant un moteur de 3 000 cm3. Les équipes sont les mêmes qu'en 1967 mais les voitures sont généralement moins puissantes (de 5 à 10 %, mis à part l'Eagle Mk1 qui utilisait un moteur 2 700 cm3 Climax, le moteur Weslake n'étant pas encore disponible) et plus lourdes qu'en 1967.
Le mod comprend toutes les modélisations physiques des précédents (65 et 69) de façon plus aboutie : modélisation des appuis aérodynamiques amoindris pour les voitures dépourvues d'ailerons, caractéristiques des pneumatiques plus réalistes, aspiration améliorée. D'autres améliorations portent sur le choix de la voiture qui s'étend de 7 à 16 parmi 19 et sur la possibilité d'installer plus de 64 circuits par saison. Pour augmenter le réalisme des caractéristiques de motorisation des années 1960, la plupart des voitures ont la possibilité de rouler en sous-régime.

### Mod F2 1967
Aux environs de Noël 2011 c'est un mod de Formule 2 qui est sorti. Il reproduit les physiques des moteurs 1 600 cm3 FVA et BMW Apfelbeck de la saison 1967, première année ou un championnat d'Europe fut organisé. La limitation à 7 physiques du jeu d'origine n' est plus qu'un lointain passé. En effet, le joueur peut avec ce mod sélectionner 12 voitures différentes. Les modeleurs ont montré à la sortie du mod F2 67, que les physiques pouvaient procurer satisfaction de pilotage dans des duels serrés, tout en présentant un progrès dans le comportement des voitures à basse ou moyenne vitesse. Chaque nouveau mod a vu un progrès dans le rendu des sons moteurs et châssis. Le mod F2 améliore le réalisme lors des changements de vitesse, des rétrogradages et des phases de freinage. La sortie du Mod F2 a été précédée ou accompagnée par la réalisation de circuits utilisés pour le championnat 67 : Vallelunga, Tulln Langelebarn, Enna et Zolder. Seul le Nürburgring Sudschleife est absent.

### Mod Can Am 1971
Septembre 2012 a vu la sortie d'un mod qui a permis de tester la capacité du moteur physique développé à l'origine par Papyrus à donner un rendu réaliste de physiques sur des châssis équipés de moteurs de plus de 800 ch. Les modeleurs ont choisi de reproduire l'année 1971, dernière grande saison de cette série mythique que fut la Canadian American Challenge Cup.

## Postérité
En 2001, une version retravaillée du moteur de rendu de GPL a été utilisée pour NASCAR Racing 4 (en), un grand succès aux États-Unis, bien qu'étant un jeu de NASCAR parmi d'autres, mais beaucoup moins en Europe. La dernière incarnation du moteur de rendu original de GPL peut être trouvée dans NASCAR Racing 2003 Season, considéré à l'époque comme un excellent test de performance de simulation de sports motorisés, particulièrement concernant la modélisation des pneus. Plus récemment, le jeu en ligne iRacing (en), aussi conçu par David Kaemmer est basé sur le code de NASCAR Racing 2003 Season.

## Accueil
- Jeuxvideo.com : 17/20[10]